# Kreis Naugard
Der Kreis Naugard war bis 1945 ein preußischer Landkreis in Pommern. Er ging 1818 aus dem 1724 gegründeten Daber-Naugard-Dewitzschen Kreis hervor. Der Kreis lag in Hinterpommern nordöstlich von Stettin. Kreisstadt war die Stadt Naugard. Nach Beendigung der Kampfhandlungen des Zweiten Weltkriegs wurde das Kreisgebiet seitens der sowjetischen Besatzungsmacht der Volksrepublik Polen zur Verwaltung überlassen, ein Zustand, der auch im Sommer 1945 nach dem Potsdamer Abkommen beibehalten wurde. Das Kreisgebiet entspricht heute in etwa dem Powiat Goleniowski (Gollnower Kreis) in der Woiwodschaft Westpommern.

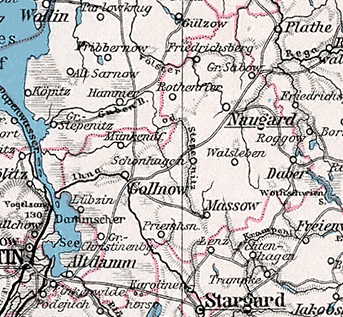
Der Kreis Naugard 1905

## Geschichte

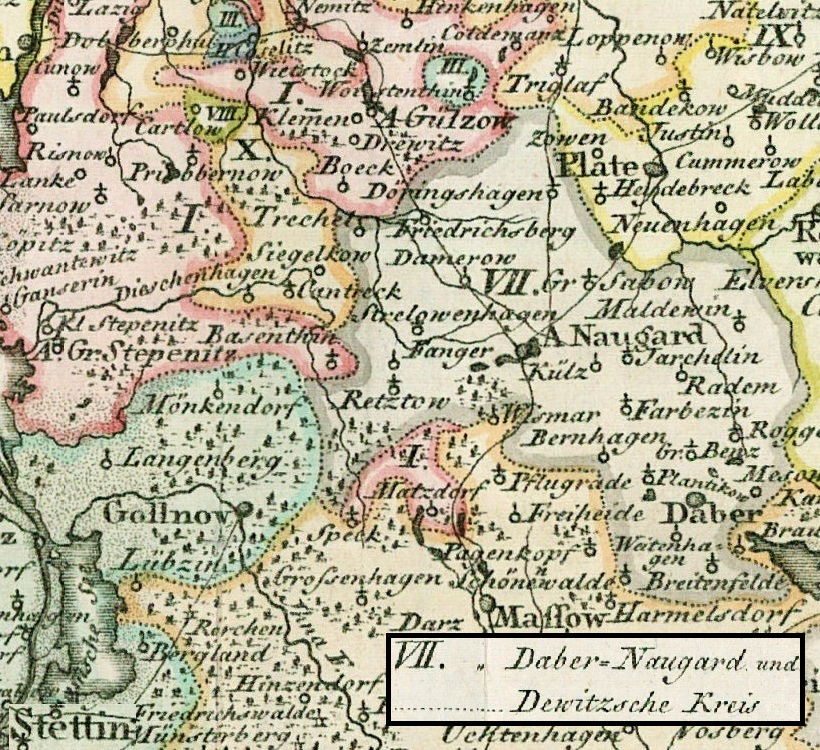
Der Daber-Naugard-Dewitzsche Kreis im 18. Jahrhundert

In Hinterpommern, das seit dem Dreißigjährigen Krieg zu Preußen gehörte, wurde 1723/24 eine Kreisreform durchgeführt. Die Zahl der Kreise und zugehörigen Landräte wurde reduziert, um die starke territoriale Zersplitterung zu verringern, die durch die komplizierten adligen Besitzstände in Hinterpommern entstanden war. Durch Erlass vom 30. Oktober 1724 wurde der Daber-Naugard-Dewitzsche Kreis gebildet, in dem das Adelsgeschlecht derer von Dewitz umfangreiche Ländereien besaß. Der Kreis umfasste die Städte Daber und Naugard, das königliche Amt Naugard sowie eine größere Anzahl von adligen Dörfern und Gütern.
In Folge der Provinzialbehörden-Verordnung vom 30. April 1815 wurde der Daber-Naugard-Dewitzsche Kreis Teil des Regierungsbezirks Stettin in der Provinz Pommern. Durch die Kreisreform zum 1. Januar 1818 im Regierungsbezirk Stettin wurde der nunmehr nur noch Kreis Naugard genannte Kreis deutlich vergrößert:
- Aus dem Kreis Randow wechselte die Stadt Gollnow mitsamt den umliegenden Dörfern in den Kreis Naugard.
- Aus dem Kreis Saatzig wechselten die Stadt und das Amt Massow, das Amt Friedrichswalde sowie weitere Dörfer in den Kreis Naugard.
- Aus dem Flemmingschen Kreis wechselten sieben Dörfer in den Kreis Naugard.
- Gleichzeitig wechselten 21 Dörfer aus dem Daber-Naugard-Dewitzschen Kreis in den neuen Kreis Regenwalde

Der Kreis Naugard umfasste 1871 die vier Städte Daber, Gollnow, Massow und Naugard, 101 Landgemeinden und 49 Gutsbezirke.
Am 30. September 1928 wurden alle Gutsbezirke aufgelöst und benachbarten Landgemeinden zugeteilt.
Am 15. Oktober 1939 fand im Raum Stettin eine Gebietsreform statt, in deren Rahmen auch die Abgrenzung des Kreises Naugard geändert wurde:
- Die Gemeinden Arnimswalde, Bergland, Friedrichsdorf, Hornskrug, Langenberg, Oberhof, Schwabach, Schwankenheim, Wilhelmsfelde und Wolfshorst aus dem aufgelösten Kreis Randow wechselten in den Kreis Naugard.
- Die Gemeinden Augustwalde und Franzhausen schieden aus dem Kreis Naugard aus und wurden in den Stadtkreis Stettin eingegliedert.

Die Fläche des Kreises vergrößerte sich hierdurch von ursprünglich 1229 km² auf 1262 km². Im Frühjahr 1945 wurde das Kreisgebiet durch die Rote Armee besetzt und nach Beendigung der Kampfhandlungen wie ganz Hinterpommern der Volksrepublik Polen zur Verwaltung überlassen. In der Folgezeit wurden die allermeisten Bewohner des Kreisgebiets von den örtlichen polnischen Verwaltungsbehörden vertrieben.

## Einwohnerentwicklung
| Jahr | Einwohner | Quelle |
| ---- | --------- | ------ |
| 1797 | 11.010    | [ 10 ] |
| 1816 | 16.284    | [ 11 ] |
| 1846 | 47.219    | [ 12 ] |
| 1871 | 55.298    | [ 7 ]  |
| 1890 | 54.298    | [ 9 ]  |
| 1900 | 52.777    | [ 9 ]  |
| 1910 | 54.010    | [ 9 ]  |
| 1925 | 59.155 1  | [ 9 ]  |
| 1933 | 61.848    | [ 9 ]  |
| 1939 | 62.806    | [ 9 ]  |

## Religion
Der prozentuale Anteil der Konfessionen an der Gesamtbevölkerung betrug im Jahre 1932:
- evangelische Glaubensgemeinschaft 97,2 %
- römisch-katholische Glaubensgemeinschaft 1,2 %
- jüdische Glaubensgemeinschaft 0,3 %

## Politik

### Landräte
- 0000–172800Stephan Berend von Dewitz (1672–1728)
- 1728–177100Christian Heinrich von Dewitz (1698–1774)
- 1771–179600Johann Daniel Ludwig von Reppert (1724–1800)
- 1796–179800Otto Albrecht von Arnim (1751–1803)
- 1800–181800Friedrich Christian August von Dewitz
- 1820–182000Karl Günther Theodor von Dewitz
- 1821–184000Alexander von Kameke-Lasbeck (1777–1854)[13][14]
- 1840–188800Bernhard von Bismarck (1810–1893)
- 1888–190500Ernst von Bismarck (1853–1931)
- 1905–192500Ernst von Zitzewitz (1873–1945)
- 1926–193100Wilhelm Gustav von Goßler (1883–1945)
- 1931–193700Alfred Kieckebusch (* 1877)
- 1937–194500Ernst Kribben (1898–1976)

### Kommunalverfassung
Der Kreis Naugard gliederte sich in Städte, in Landgemeinden und – bis zu deren nahezu vollständiger Auflösung im Jahre 1928 – in selbstständige Gutsbezirke. Mit Einführung des preußischen Gemeindeverfassungsgesetzes vom 15. Dezember 1933 gab es ab dem 1. Januar 1934 eine einheitliche Kommunalverfassung für alle preußischen Gemeinden. Mit Einführung der Deutschen Gemeindeordnung vom 30. Januar 1935 trat zum 1. April 1935 im Deutschen Reich eine einheitliche Kommunalverfassung in Kraft, wonach die bisherigen Landgemeinden nun als Gemeinden bezeichnet wurden. Eine neue Kreisverfassung wurde nicht mehr geschaffen; es galt weiterhin die Kreisordnung für die Provinzen Ost- und Westpreußen, Brandenburg, Pommern, Schlesien und Sachsen vom 19. März 1881.

## Amtsbezirke, Städte und Gemeinden

### Amtsbezirke
Die Landgemeinden des Kreises waren in den 1930er Jahren in 31 Amtsbezirke gegliedert. Die Städte des Kreises waren amtsfrei.
- Amtsbezirk Augustwalde
- Amtsbezirk Barfußdorf
- Amtsbezirk Bernhagen
- Amtsbezirk Daarz
- Amtsbezirk Daberfreiheit
- Amtsbezirk Damerow
- Amtsbezirk Döringshagen
- Amtsbezirk Düsterbeck
- Amtsbezirk Eichenwalde
- Amtsbezirk Farbezin
- Amtsbezirk Friedrichsberg
- Amtsbezirk Friedrichswalde
- Amtsbezirk Fürstenflagge
- Amtsbezirk Groß Christinenberg
- Amtsbezirk Großenhagen
- Amtsbezirk Hackenwalde
- Amtsbezirk Hermelsdorf
- Amtsbezirk Hindenburg
- Amtsbezirk Karlshof
- Amtsbezirk Korkenhagen
- Amtsbezirk Kriewitz
- Amtsbezirk Külz
- Amtsbezirk Lübzin
- Amtsbezirk Priemhausen
- Amtsbezirk Sabow
- Amtsbezirk Speck
- Amtsbezirk Trechel
- Amtsbezirk Voigtshagen
- Amtsbezirk Wachlin
- Amtsbezirk Wangeritz
- Amtsbezirk Weitenhagen

### Städte und Gemeinden 1945
Zum Ende seines Bestehens im Jahr 1945 umfasste der Kreis Naugard vier Städte, 111 weitere Gemeinden und einen gemeindefreien Gutsbezirk:
- Arnimswalde 1
- Barenbruch
- Barfußdorf
- Bergland 1
- Bernhagen
- Birkenwalde
- Birkenwerder
- Blankenfelde
- Braunsberg
- Breitenfelde
- Buddendorf
- Burow
- Christinenberg
- Daarz
- Daber, Stadt
- Damerfitz
- Damerow
- Diedrichsdorf
- Döringshagen
- Dorotheenhof
- Düsterbeck
- Eberstein
- Eichenwalde
- Falkenberg
- Fanger
- Farbezin
- Franzfelde
- Freiheide
- Friedrichsberg
- Friedrichsdorf 1
- Fürstenflagge
- Glewitz
- Glietzig
- Gollnow, Stadt
- Gollnowshagen
- Gräfenbrück
- Gräwenhagen
- Groß Benz
- Großenhagen
- Groß Leistikow
- Groß Sabow
- Groß Wachlin
- Hackenwalde
- Hermelsdorf
- Hindenburg
- Hinzendorf
- Hohen Schönau
- Hornskrug 1
- Ihnamünde
- Immenthal
- Jakobsdorf
- Jarchlin
- Karlsbach
- Karlshof
- Kartzig
- Kattenhof
- Kicker
- Klein Leistikow
- Klein Sabow
- Klein Wachlin
- Korkenhagen
- Kramonsdorf
- Kriewitz
- Külz
- Langenberg 1
- Langkafel
- Lübzin
- Lüttkenhagen
- Marsdorf
- Maskow
- Massow, Stadt
- Matzdorf
- Minten
- Münchendorf
- Münsterberg
- Naugard, Stadt
- Neuendorf b. Massow
- Neu Langkafel
- Neu Massow
- Oberhof 1
- Pagenkopf
- Parlin
- Pflugrade
- Plantikow
- Priemhausen
- Puddenzig
- Resehl
- Retztow
- Rosenow
- Rothenfier
- Schloissin
- Schnittriege
- Schönhagen
- Schönwalde
- Schwabach 1
- Schwankenheim 1
- Schwarzow
- Speck
- Stevenhagen
- Strelowhagen
- Trechel
- Trutzlatz
- Voigtshagen
- Walsleben
- Wangeritz
- Weitenhagen
- Wilhelmsfelde 1
- Wißmar
- Wittenfelde
- Wolchow
- Wolfshorst 1
- Wussow
- Zampelhagen
- Zickerke
- Zimmermannshorst
- Forst Friedrichswalde, Gutsbezirk

### Aufgelöste Gemeinden
- Alt Fanger und Neu Fanger, am 1. April 1937 zur Gemeinde Fanger zusammengeschlossen
- Augustwalde, am 15. Oktober 1939 zu Stettin
- Daberfreiheit, am 1. Juli 1936 zu Daber
- Franzhausen, am 15. Oktober 1939 zu Stettin
- Friedrichswalde, am 1. April 1937 zu Hinzendorf
- Groß Christinenberg, Groß Sophienthal, Klein Christinenberg, Klein Sophienthal und Rörchen, am 1. Oktober 1937 zur Gemeinde Christinenberg zusammengeschlossen
- Ottendorf, ca. 1929 zu Klein Leistikow

### Namensänderungen
- Kotzen, ca. 1929 in Birkenwalde umbenannt
- Kamelsberg, ca. 1929 in Ihnamünde umbenannt

Das anlautende C wurde 1936 in mehreren Ortsnamen ersetzt:
- Carlsbach → Karlsbach
- Carlshof → Karlshof
- Cartzig → Kartzig
- Cramonsdorf → Kramonsdorf
- Criewitz → Kriewitz

## Verkehr
Abgesehen von einer Station der Berlin-Stettiner Eisenbahn-Gesellschaft ganz im Süden des Kreises, die 1846 bedient wurde, blieb das Gebiet noch bis 1882 ohne Schienenverkehr >111.0<. Dann eröffnete die Preußische Staatsbahn eine Strecke von Altdamm über Gollnow und Naugard in Richtung Kolberg, von der 1892 in Gollnow die Linie nach Wietstock abzweigte >111.c+d<. Von dort durchzog erst 1909 die Strecke nach Plathe die Nordspitze des Kreises >111.h<.
Um diese Zeit ergänzten die kreiseigenen Naugarder Kleinbahnen das Schienennetz mit zwei Linien:
- 1902 von Naugard nach Daber >113.l< und
- 1903 von Gollnow nach Massow >113.k<

In Daber bestand Anschluss an die 1895 bzw. 1896 eröffneten Schmalspurlinien der AG Saatziger Kleinbahnen nach Stargard >113.j< und der Regenwalder Kleinbahnen AG nach Regenwalde >113.m<. Im Nordwesten des Kreises lag seit 1903 eine Haltestelle der Strecke Gülzow – Kantrack der Greifenberger Kleinbahnen AG >113.q<.
(Die Zahlen in >< beziehen sich auf das Deutsche Kursbuch 1939).